# Lípa republiky (Lešenská)
Lípa republiky v Lešenské v Praze na Sídlišti Bohnice roste v zahradě internátu Církevní základní školy logopedické Don Bosco. Je nedostupná.

## Popis
Lípa odrůdy Rancho roste na zatravněné ploše zahrady. V roce měření 2018 měla obvod kmene 15 cm.

## Historie
Lípa svobody byla vysazena 2. listopadu 2018 na připomínku 100. výročí vzniku Československé republiky. Zasadili ji děti a učitelé Církevní základní školy logopedické Don Bosco na zahradě internátu.